# Duglász-fenyőtinóru
A duglász-fenyőtinóru (Suillus lakei) a gyűrűstinórufélék családjába tartozó, a duglászfenyővel gyökérkapcsolt, Észak-Amerikában őshonos, ehető gombafaj. 

## Megjelenése
A duglász-fenyőtinóru kalapja 4-8 cm átmérőjű, alakja kezdetben félgömbszerű, majd majdnem laposan kiterül. Felülete fiatalon nemezes, szálas, később pikkelyesen felszakadozó. Nedvesen tapadós felületű, a peremén gyakran fehéres burokmaradványok maradnak. Színe rőt barnásvörös, májvörös, a pikkelyek között sárgás. Húsa puha; krémsárga, a kéregben húsrózsás színű, a tönkben zöldeskékre színeződhet. Íze enyhe, szaga gyümölcsös.
Tönkhöz nőtt vagy kissé lefutó termőrétege csöves, a pórusok viszonylag tágak, megnyúltan szögletesek. Színe sárga, sérülésre barnul.
Spórapora barna. Spórái ellipszis vagy orsó alakúak, simák, méretük 8,5-10 x 4-5 μm. 
Tönkje 4-8 cm magas és 1-2 cm vastag. Alakja hengeres, a tövénél elvékonyodó. A fiatalon szálas, gyapjas burok elszakadva övszerű gyűrű alakjában marad vissza, felette a lefutó pórusoktól hálózatosan díszített, alatta hosszan szálas. Színe a kalapéhoz hasonló.

### Hasonló fajok
A csövestönkű fenyőtinóru hasonlíthat hozzá, de az csak vörösfenyő alatt nő.

## Elterjedése és termőhelye
Észak-Amerika nyugati felén honos. Magyarországra és néhány másik európai országba a betelepített duglászfenyővel került, ritka. 
Kizárólag duglászfenyővel létesít gyökérkapcsoltságot. Nyár végén-ősszel terem.

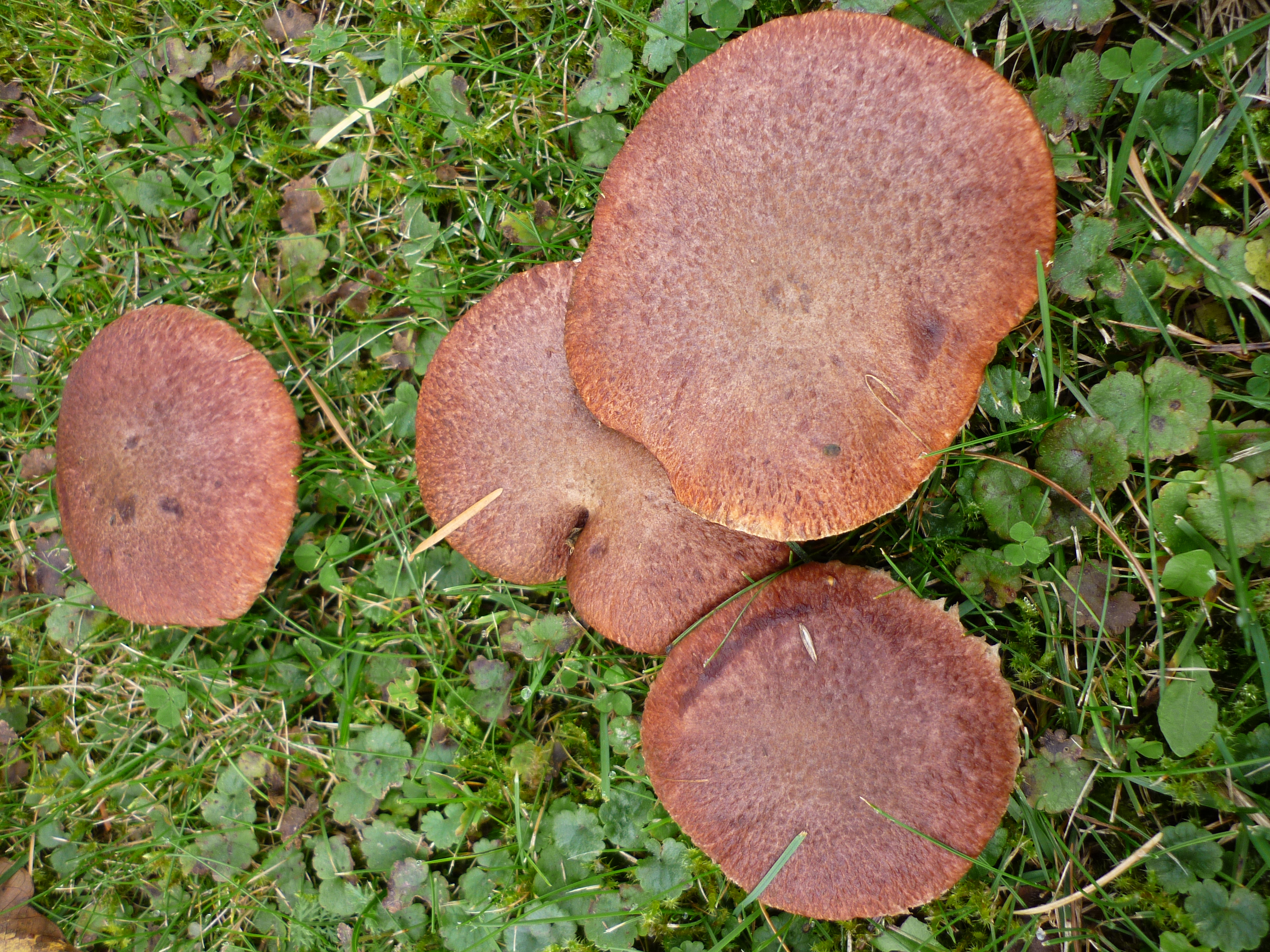
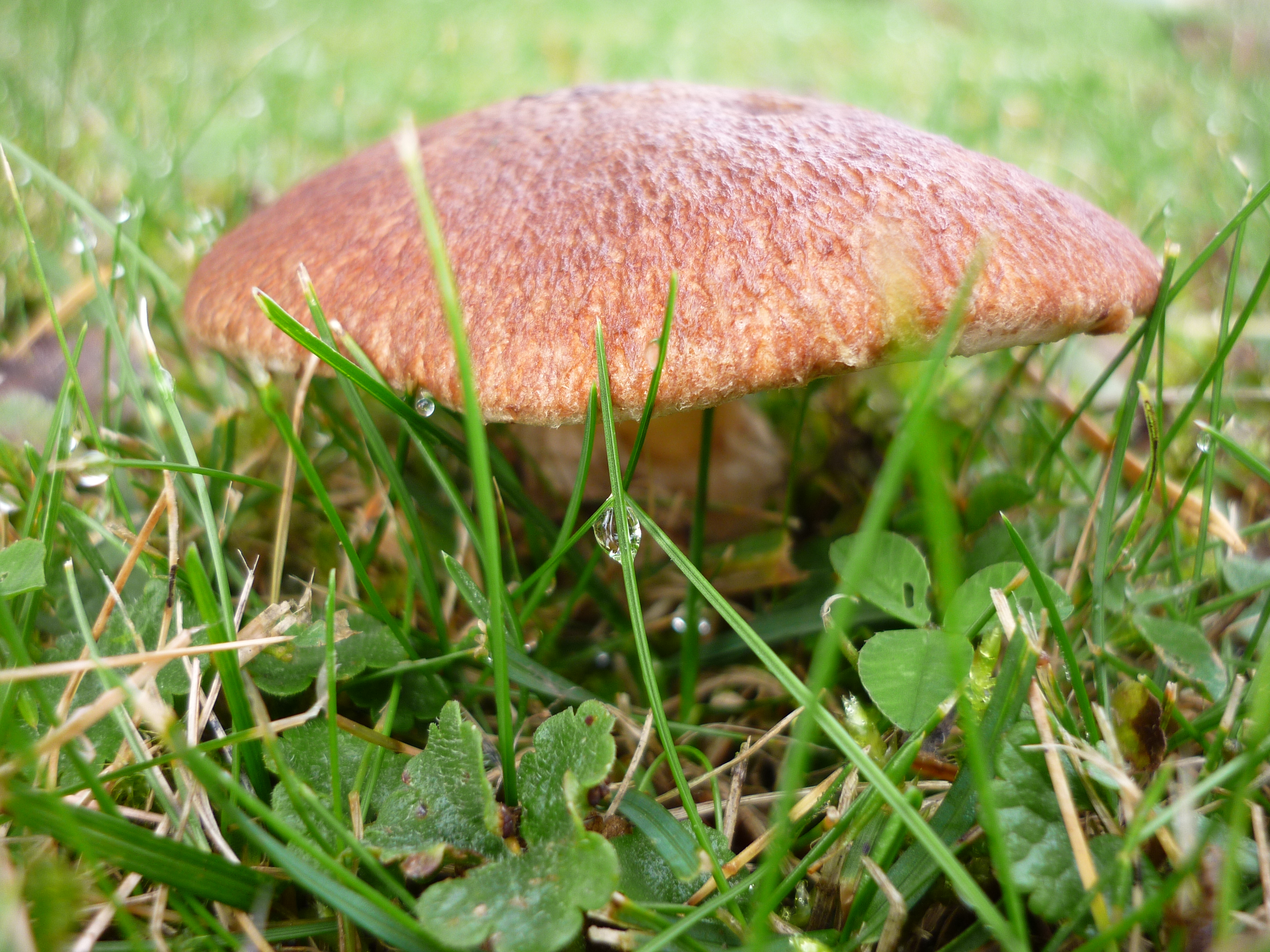
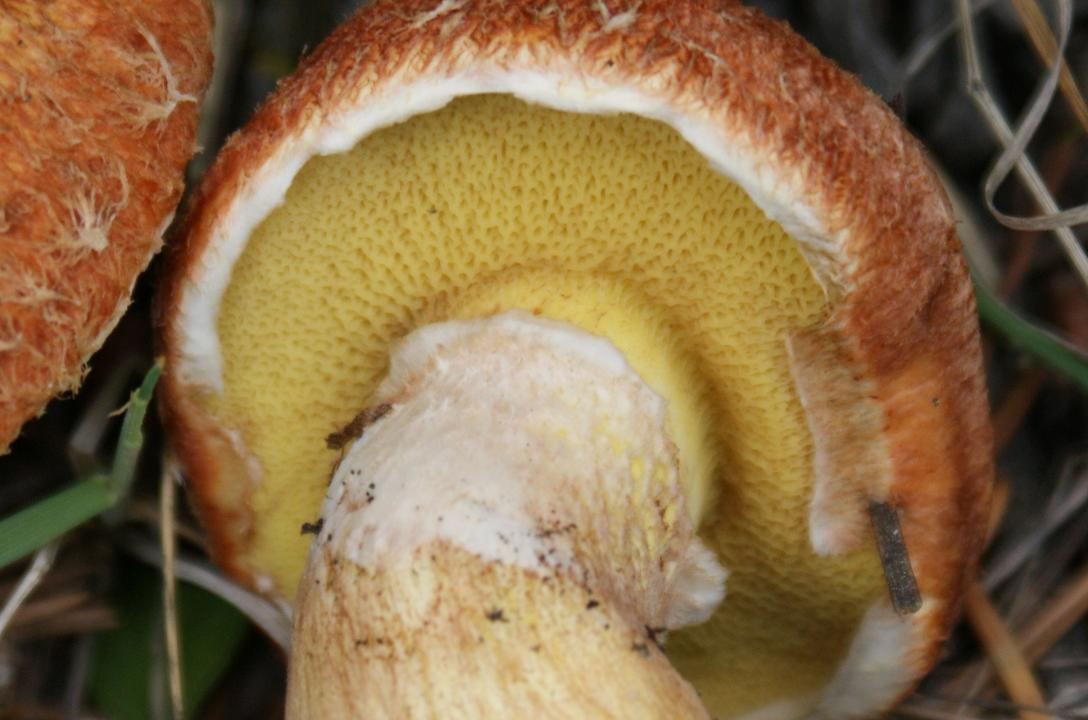
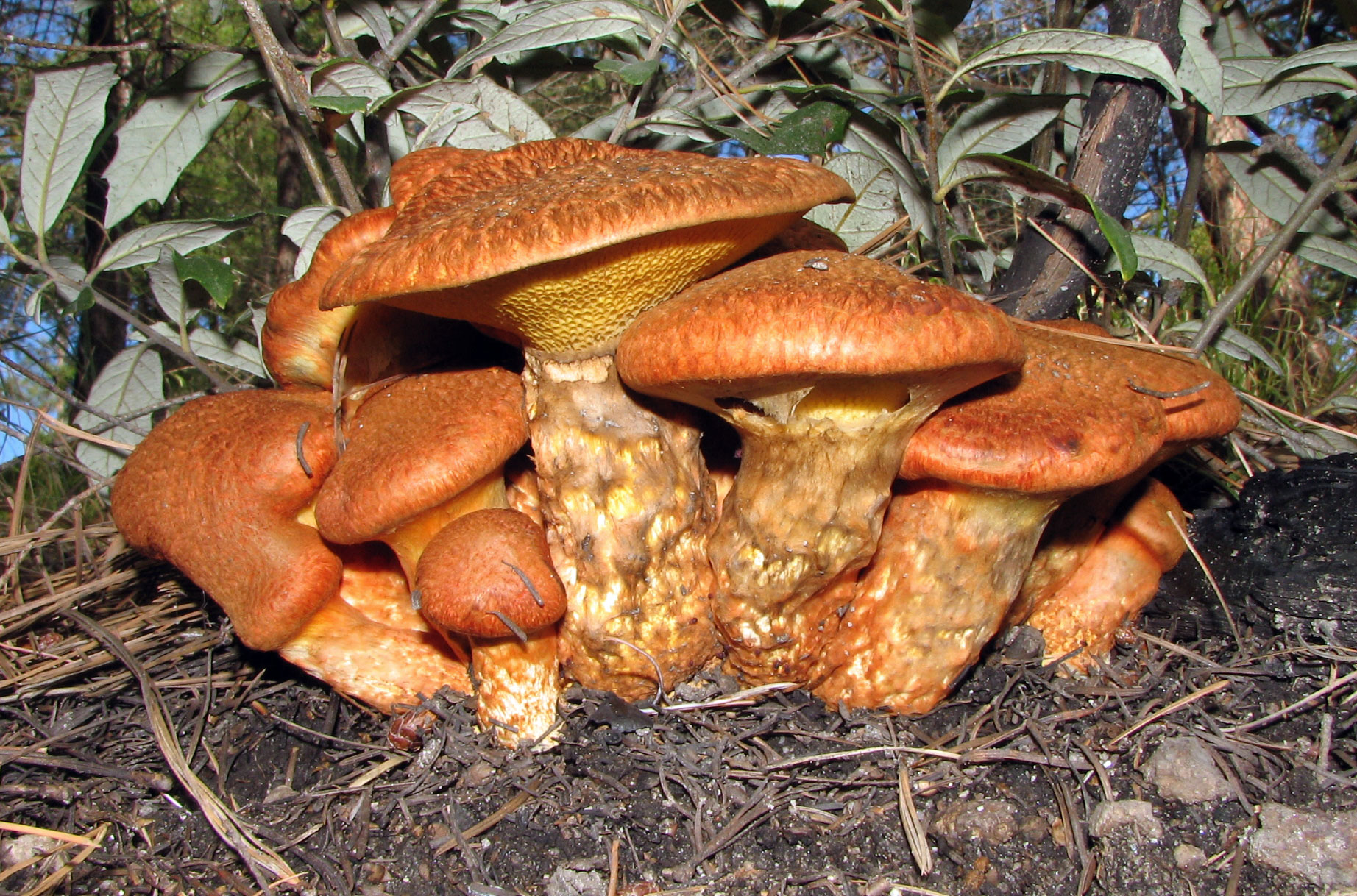
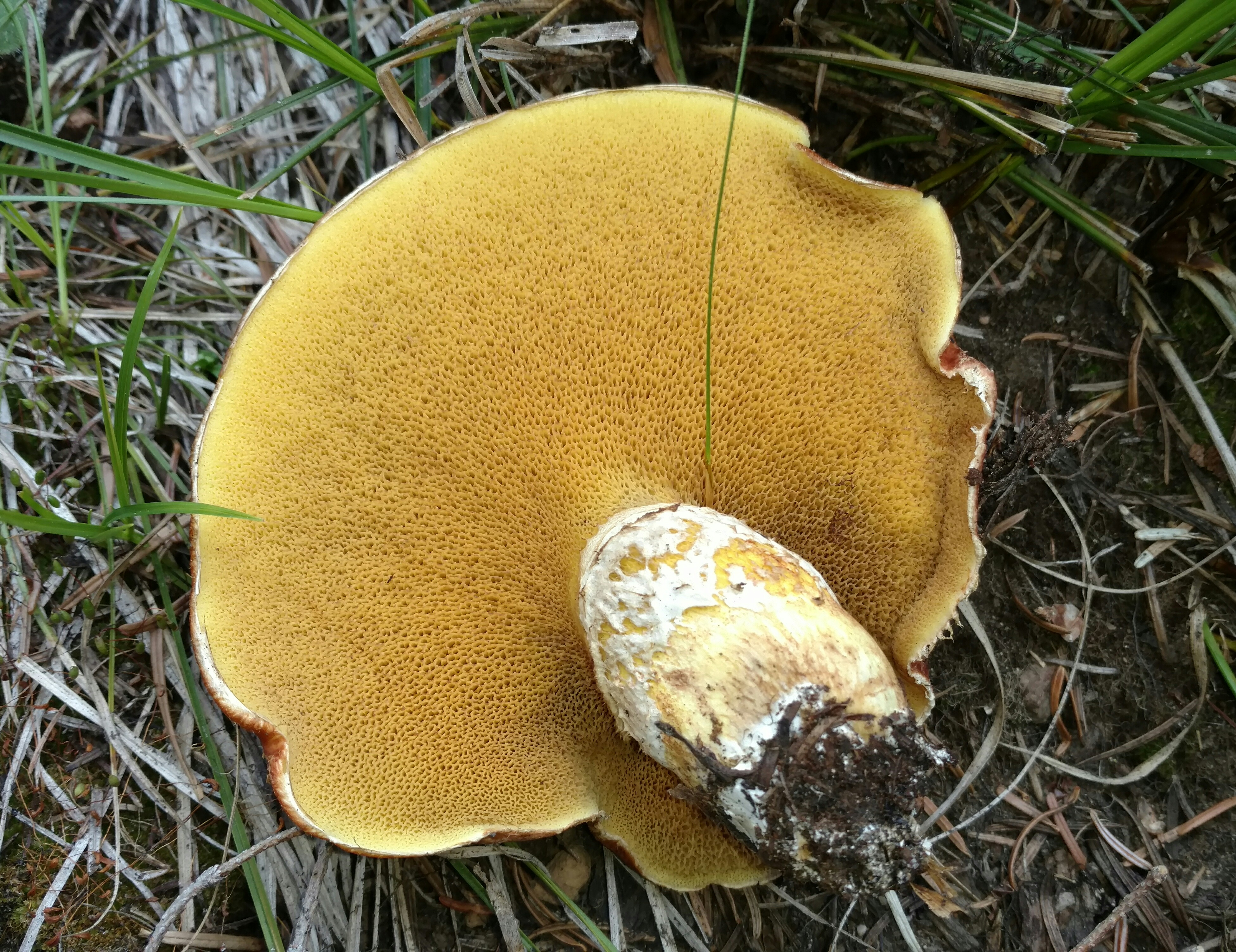

Ehető gomba. 